# Tommy (rockopera)
Tommy är den första av rockgruppen The Whos två rockoperor, den andra är Quadrophenia. Tommy gavs först ut på skiva 1969 och blev film 1975. På scen framfördes den inte förrän 1993, i en omarbetad version.
Temat är Tommy, som är en döv, blind och stum pojke. Han får ett flipperspel i present och blir med tiden världsbäst i flipper. Han behandlas nästan som en rockstjärna med fans och groupies. Så småningom återfår Tommy hörsel, syn och talförmåga och han får ett slags uppenbarelse och försöker grundlägga en ny religion, men hans fans gör snart uppror och överger honom. Rockoperan behandlar flera kontroversiella ämnen, såsom barnmisshandel, incest och drogmissbruk.
2013 gjordes en dokumentär om inspelningen av albumet i serien Classic Albums.

## Albumet
Det ursprungliga albumet Tommy gavs ut som en dubbel-LP 1969. Nästan alla låtar skrevs av Pete Townshend. "Pinball Wizard" var hiten från albumet och blev en livefavorit. Tommy var ett av de första framgångsrika konceptalbumen där samtliga texter bildar en lång berättelse.

### Låtlista
Alla låtar skrivna av Pete Townshend om inget annat anges.

### Sida 1
1. "Overture" - 5:21
2. "It's A Boy - 2:07
3. "1921" - 2:49
4. "Amazing Journey" - 3:24
5. "Sparks" - 3:46
6. "Eyesight to the Blind (The Hawker)" (Sonny Boy Williamson) - 2:13

### Sida 2
1. "Christmas" - 4:34
2. "Cousin Kevin" (John Entwistle) - 4:07
3. "The Acid Queen" - 3:34
4. "Underture" - 10:09

### Sida 3
1. "Do You Think It's Alright?" - 0:24
2. "Fiddle About" (John Entwistle) - 1:29
3. "Pinball Wizard" - 3:01
4. "There's A Doctor" - :23
5. "Go to the Mirror, Boy!" - 3:49
6. "Tommy Can You Hear Me?" - 1:36
7. "Smash the Mirror" - 1:35
8. "Sensation" - 2:27

### Sida 4
1. "Miracle Cure" - 0:12
2. "Sally Simpson" - 4:12
3. "I'm Free" - 2:40
4. "Welcome" - 4:34
5. "Tommy's Holiday Camp" (har felaktigt tillskrivits Keith Moon) - 0:57
6. "We're Not Gonna Take It" - 7:08 (inkluderar bitar som senare har betraktats separat under namnet "See Me, Feel Me").

### Personal
- Roger Daltrey - sång, munspel, tamburin
- Pete Townshend - gitarrer, banjo, keyboards, sång
- John Entwistle - bas, valthorn, sång
- Keith Moon - trummor, slagverk, sång
- Paul Townshend - sång
- Simon Townshend - sång

### Handling
Tommy är Tommy Walkers fiktiva biografi. Handlingen på det ursprungliga albumet är endast antydd i mycket stora drag och framgår bara av låtarnas text. Varje låt avspeglar bara ett kort avsnitt i Tommys liv, och lyssnaren får själv fylla i mellanrummen.
- "Overture": Instrumentalmusik.
- "It's a Boy": Tommys far, kapten Walker, har försvunnit spårlöst under första världskriget. Tommy föds i hans frånvaro.
- "1921": år 1921 har Tommys mor skaffat sig en älskare, men fadern återvänder oväntat och mördar älskaren i den sjuåriga Tommys närvaro. Båda föräldrarna inpräntar hos honom att han aldrig sett eller hört det som skett.
- "Amazing Journey": På grund av detta får Tommy en psykisk hämning som gör honom döv, stum och blind (jämför autism). Emellertid uppfylls hans inre liv av ovanliga musikaliska visioner som friska människor inte känner. Bland annat får han en syn där han träffar en okänd man i silverrock och med gyllene skägg.
- "Sparks": Instrumentalmusik.
- "Eyesight to the Blind": En låt med något diffust innehåll, där en "nasare" försäkrar att "hans kvinna", som är oerhört sexuellt attraktiv, har makten att bota vem som helst.
- "Christmas": På julafton jämför Tommys föräldrar sin sons autismliknande beteende med de andra barnens. De oroar sig över att deras son inte vet något om Jesus och böner. Samtidigt börjar han lära sig att spela flipperspel.
- "Cousin Kevin": Tommys sadistiska kusin utnyttjar hans tillstånd för att trakassera honom.
- "The Acid Queen": En annan låt med diffust innehåll, där en kvinna som kallar sig "the gypsy" lovar att hon kan bota vem som helst. Hennes "behandling" tycks inbegripa sexuella och psykedeliska element. Den visar sig ha snarare negativa effekter.
- "Underture": Instrumentalmusik.
- "Do You Think It's Alright?": Tommys föräldrar undrar om det är okej att lämna Tommy hos hans farbror/morbror Ernie. De beslutar att göra det.
- "Fiddle About": Farbror/morbror Ernie utnyttjar Tommys tillstånd för att förgripa sig sexuellt på honom.
- "Pinball Wizard": Tommy blir den nya världsmästaren i flipper (berättat från den tidigare världsmästarens synpunkt).
- "There's A Doctor": Tommys föräldrar upptäcker en ny psykoterapeut som de hoppas ska bota pojken.
- "Go to the Mirror, Boy!": Psykoterapeuten fastställer att Tommys tillstånd inte har några fysiska orsaker utan beror på ett "inre hinder", men han kan inte avlägsna hindret. Under undersökningen visar det sig att Tommy kan se spegeln.
- "Tommy, can you hear me?": Modern försöker bryta igenom Tommys hämning, men det är förgäves.
- "Smash the Mirror": Modern blir rasande över att Tommy endast tycks se sin egen spegelbild. Hon krossar spegeln.
- "Sensation": Med denna händelse blir Tommy plötsligt frisk. Han är medveten om att han är en superstjärna, en kultfigur som utstrålar det gudomliga ljuset, och han litar fullständigt på den kraft som han har över människorna.
- "Miracle Cure": Tidningspojkarna ropar fram den sensationella nyheten att "flippertrollkarlen" har blivit frisk på ett mirakulöst sätt.
- "Sally Simpson": Tommy har blivit en modern Messias, dyrkad av sina fans liksom en rockstjärna. Sally, en tonårsflicka, är en av dem. Hon går trots faderns förbud till en sammankomst där Tommy predikar och försöker hoppa upp på scenen för att röra vid hans ansikte, men blir slagen tillbaka av vakterna.
- "I'm Free": En sång som uttrycker Tommys befriade själstillstånd och hans önskan att hjälpa hela mänskligheten att bli fri på samma sätt.
- "Welcome": Tommy bjuder alla människor på gatan hem till sig som sina lärjungar. Snart blir hans hem proppfullt, så han låter bygga ett färgrikt slott för kultens behov.
- "Tommy's Holiday Camp": Slottet blir ett "kollo", där gästerna omhändertas av farbror/morbror Ernie.
- "We're Not Gonna Take It": Tommy förklarar för sina lärjungar att de måste sluta använda droger och kräver att de ska nå samma andliga uppenbarelse som han genom att spela flipper med öronproppar, ögonlappar och en kork i munnen. Farbror/morbror Ernie ska leda dem till deras maskiner. Lärjungarna gör uppror mot honom och förkastar honom. Han håller på att få ett återfall till sitt gamla tillstånd, men börjar därefter sjunga ett slags lovsång till någon eller något som han beskriver som källan till allt gott.

### Musik
Musikaliskt sett är albumet en sammansatt uppsättning av pop-rock-arrangemang som huvudsakligen bygger på Townshends akustiska gitarr och berikats genom en mängd tillägg (overdubs) med hjälp av många musikinstrument, till exempel bass-, el- och elektroniska gitarrer, piano, orgel, gonggong, horn, trefaldiga harmonier mellan stämmor och sporadisk dubblering av vokalsolon. Trots denna instrumentala rikedom tenderar ljudet att vara mycket "naket", särskilt i jämförelse med The Whos senare verk. Detta beror på att många av instrumenten bara förekommer för en kort stund, och på att overdubs ofta är så tysta att de bara hörs om man lyssnar mycket noga. Daltrey är visserligen lead singer, men han delar denna roll med andra i förvånansvärt många låtar.

### Historia
Omkring ett år innan albumet släpptes förklarade Townshend sina idéer och tydligen tänkte ut en del av operans struktur under en välkänd intervju för Rolling Stone. Av denna intervju att döma var den ursprungliga huvudtanken att beskriva hur en pojke upplever allt i världen, t o m grymma händelser, som skön musik (). Townshend hade enligt eget påstående tagit inspiration från The Pretty Things' konceptalbum S.F.Sorrow (1968), vilket också beskriver en människas (föga lyckliga) liv. Den utpräglade religiösa rödtråden i Tommy var rimligtvis påverkad av Meher Baba, en österländsk guru vars anhängare Townshend hade blivit (). Långt senare (1996, ) hävdade Townshend också att han omedvetet hade påverkats av sina egna traumatiska barndomsupplevelser, då hans föräldrar tillfälligt hade flyttat isär och han hade skötts av sin psykiskt sjuka mormor - någonting som han inte fick veta förrän på 1990-talet från ett samtal med sin mor (). Anledningen till att det blev John Entwistle som fick skriva sångerna om misshandeln, "Cousin Kevin" och "Fiddle About", ska ha varit att Pete enligt egen utsaga "inte ville göra dem, inte trodde att han kunde vara tillräckligt grym". När det gäller "Tommy's Holiday Camp", uppkom den på följande sätt: Townshend undrade hur han skulle uttrycka "allt det där med etablissemanget och kyrkan" och Keith Moon föreslog att den skulle skildras som en feriekoloni samt erbjöd att skriva låten, men Townshend föredrog att göra det själv; likväl betraktades det som Moons förtjänst, eftersom idén hade varit hans   .
Den sista och mest framgångsrika låten som Townshend skrev för Tommy blev "The Pinball Wizard", och både den och själva inkluderingen av flipperspelet i handlingen gjordes på slutet, enbart för att man skulle få en bra recension av rockmusikkritikern Nick Kohn, som råkade vara flippersfan .
När albumet släpptes, menade många kritiker att det var ett mästerverk och början till en ny genre, medan andra tyckte att det var "sjukt" på grund av dess mörka tema. Det blev till och med förbjudet på BBC och på vissa amerikanska radiostationer. Samtidigt gjorde det en enorm succé försäljningsmässigt. The Whos anseende och popularitet ökade mycket och verket blev en ständig del av deras repertoar för ett par år. 

### Andra framföranden av albumversionen
The Who spelade hela Tommy live många gånger under de första åren efter det att albumet släpptes. Därefter övergick de till att bara sjunga ett par låtar från den på sina konserter, men de framförde nästan hela operan igen på sin återföreningsturné 1989. Dessutom gjordes en orkesterversion 1972 i London av företagare Lou Reizner.  Musiken spelades av The Who och The London Symphony Orchestra, men rollerna sjöngs av några andra av dåtidens ledande pop- och rockstjärnor, bland andra Rod Stewart och Ringo Starr. Denna version framfördes på två konserter och släpptes som album.

## Filmen
Tommy gjordes till film 1975. Filmen regisserades av Ken Russell och producerades av Robert Stigwood. Här var det själva skådespelarna som sjöng sina roller. Flera film- och rockstjärnor uppträdde. Roger Daltrey spelade Tommy, och hans mor och styvfar spelades av Ann-Margret (kallad "den kvinnliga Elvis") och macho-filmstjärnan Oliver Reed. Elton John, Tina Turner, Eric Clapton och Jack Nicholson figurerade med var sin låt. Recensionsmässigt fick filmen både ros och ris, men flera scener blev mycket kända och filmen som helhet blev en del av populärkulturen.

### Rollista i urval
The Who
- Roger Daltrey - Tommy (Walker)
- Keith Moon - Farbror Ernie
- Pete Townshend - sig själv
- John Entwistle - sig själv

Övriga
- Oliver Reed - Frank Hobbs, Tommys styvfar
- Ann-Margret - Nora Walker, Tommys mor
- Elton John - The Pinball Wizard
- Eric Clapton - Predikanten
- Paul Nicholas - Kusin Kevin
- Jack Nicholson - Psykoterapeuten
- Robert Powell - Kapten Walker
- Tina Turner - Acid Queen
- Arthur Brown - Prästen

### Handling
Historien förblev en sekvens av låtar, men vidareutvecklades och förtydligades på flera sätt, dels genom bilden och dels genom textändringar och ett par nya låtar som skrevs av Townshend för filmen. En av de mest betydliga förändringarna var att det blev moderns älskare (Frank) som mördade Tommys far och inte tvärtom. Dessutom flyttades handlingen till perioden efter andra i stället för första världskriget. Modern fick träffa Frank på ett kollo där han arbetade som guide.

### Musik
Musiken spelades av The Who med enstaka undantag. Townshend inkluderade med hjälp av synthesizer de orkesterarrangemang som han hade velat men inte kunnat använda på det ursprungliga albumet. 
1. "Overture"(4:59)
2. "Prologue - 1945" (3:00)
3. "Captain Walker/It's A Boy" (2:38)
4. "Bernie's Holiday Camp (3:42)"
5. "1951/What about the Boy?" (2:49)
6. "Amazing Journey" (3:19)
7. "Christmas" (3:59)
8. "Eyesight To The Blind" (3:21) — performed by Eric Clapton
9. "Acid Queen" (3:47) — performed by Tina Turner
10. "Do You Think It's Alright?" (1) (:57)
11. "Cousin Kevin" (3:07)
12. "Do You Think It's Alright?" (2) (:46)
13. "Fiddle About" (1:40)
14. "Do You Think It's Alright?" (3) (:29)
15. "Sparks" (3:07)
16. "Extra, Extra, Extra" (:37)
17. "Pinball Wizard" (5:22) — performed by Elton John
18. "Champagne" (4:43)
19. "There's A Doctor" (:29)
20. "Go To The Mirror" (3:49)
21. "Tommy Can You Hear Me?" (:55)
22. "Smash the mirror!" (1:22)
23. "I'm Free" (2:36)
24. "Mother and Son" (2:36)
25. "Sensation" (2:49 på LP, 4:37 på kassetten och CD-skivan)
26. "Miracle Cure" (:23)
27. "Sally Simpson" (5:38)
28. "Welcome" (4:15)
29. "T.V. Studio" (1:14)
30. "Tommy's Holiday Camp" (1:29)
31. "We're Not Gonna Take It!" (4:46)
32. "Listening to You/See Me, Feel Me" (4:19)

## Musikalen
1993 skrev Townshend och den amerikanska musikalregissören Des McAnuff en omarbetad version av Tommy som en musikal i Broadways stil. 

### Handling
Handlingen blev mycket förändrad på flera sätt.
Man inkluderade talade repliker. Personer som i de tidigare versionerna bara hade uppträtt i en eller två sånger (Kevin, Ernie) eller inte ens hade haft någon vokal roll (Sally Simpson) blev mer eller mindre fullbordade gestalter som deltog i handlingen under en längre tidsperiod. Många texter antingen skrevs helt om eller bytte sammanhang för att få en helt ny innebörd.
Här blev det igen fadern som mördade älskaren, men tiden för handlingen förblev perioden efter första världskriget ("1921" blev nu Mrs Walkers födelsedag). En viktig förändring var att Tommy bara utvecklade sin kult för en kort stund, men snart gav upp den för att återvända till sin familj och förklarade för sina fans att han bara var en stackare med onormal barndom som inte alls hade någonting att ge till människorna ("you wanna be like Tommy? I'm glad you're not, I hope that's clear"). Tvärtom avundades han dem för att de hade normala familjer. Det är just detta påstående som fick hans lärjungar att förkasta honom i "We're not gonna take it". Till slut blev det sin familj och därefter publikum som han hyllade med "Listening to you".
Musikalversionen fick många priser, trots att flera kritiker menade att "förändringarna förvandlade en explosion av andlig längtan, förvirring och uppror [60-talets Tommy] till en klapp på soffliggares huvuden".

### Musik
1. "Overture" (4:41)
2. "Captain Walker" (1:45)
3. "It's A Boy" (:53)
4. "We've Won" (1:01)
5. "Twenty-One" (4:13)
6. "Amazing Journey" (3:11)
7. "Courtroom Scene" [interlude] (1:15)
8. "Sparks" (2:13)
9. "Amazing Journey" [reprise] (1:04)
10. "Christmas" (5:04)
11. "Do You Think It's Alright" (1:09)
12. "Fiddle About" (1:35)
13. "See Me, Feel Me" (1:08)
14. "Cousin Kevin" (3:35)
15. "Sensation" (4:14)
16. "Sparks [reprise]" (1:55)
17. "Eyesight To The Blind" (2:50)
18. "Acid Queen" (4:01)
19. "Pinball Wizard" (3:50)
20. "Underture" (2:37)
21. "There's A Doctor" (1:13)
22. "Go To The Mirror/Listening To You" (3:36)
23. "Tommy, Can You Hear Me?" (2:00)
24. "I Believe My Own Eyes" (4:01)
25. "Smash The Mirror" (2:41)
26. "I'm Free" (2:52)
27. "Streets of London 1961-1963 [interlude]/Miracle Cure" (:36)
28. "Sensation [reprise]" (2:21)
29. "Tommy the Star (excerpted from "I'm Free" and "Pinball Wizard")" (3:55)
30. "Tommy's Holiday Camp" (1:57)
31. "Sally Simpson" (3:35)
32. "Welcome" (3:20)
33. "Sally Simpson's Question" (1:13)
34. "We're Not Gonna Take It" (3:03)
35. "Finale" (5:07)

## Verkets budskap enligt Pete Townshend

### Verket som helhet
1969  hävdade Townshend att verket handlade "om livet". Ett centralt tema i Tommy skulle vara växelverkningen mellan Tommys verkliga jag och det illusoriska jaget som symboliseras av hans spegelbild och som slutligen blir hans räddning. Townshend förklarade vidare att "Tommys verkliga jag föreställer målet - Gud - och det illusoriska jaget är läraren, livet, vägen och allt sånt där. När dessa två saker förenas, blir han medveten. Detta gör att han kan se och höra och prata så att han blir ett helgon som alla skockar sig kring." Samtidigt lade Townshend stor vikt vid att när Tommy var dövstum, så förnam han allt som musikaliska vibrationer, som "otrolig, meningslös skönhet". 
1996  konstaterade Townshend att alla hans rockoperor, inklusive Tommy, handlade om uppväxten och initiationsriten, om "unga människor som växer upp och sen skaffar sig nåt som ska tjäna dem under resten av livet". Han påpekade att det som skapade den dramatiska strukturen i Tommy var de mål som musiken behövde nå, nämligen "att skapa en känsla av ensamhet och förlust som leder till andlig absolution". Samtidigt hävdade han att det ursprungliga albumet gav uttryck åt en "freds-, kärleks- och självmordsetik" som var typisk för 1960-talets underhållningsbransch och för England. Självmordskomponenten hade emellertid inte nått publiken.

### Enskilda låtar
- "The Acid Queen"

1969  förklarade Townshend: "Låten är inte bara om syra: det är hela knarkgrejen, supgrejen, sexgrejen, packad i en enda stor boll. Det handlar om hur de inpräntar hos dig att du inte har levat om du inte har knullat 40 brudar, tagit 60 trippar, druckit 7 liter öl - eller nåt. Samhället - människorna - tvingar dig."
- "Fiddle About"

1969  förklarade Townshend hur låten skulle tolkas i samband med den dövstumma Tommys speciella förhållande till verkligheten: "Han får allting på ett mycket rent, filtrerat, oförfalskat sätt. Liksom när hans farbror/morbror våldtar honom, så är han otroligt upprymd, inte äcklad över att bli homosexuellt våldtagen. Han upplever det som en gest av total tillgivenhet, utan att veta varför. Vällusten är en lägre form av kärlek, liksom dragningskraften mellan atomerna är en lägre form av kärlek. Han får en otrolig andlig puff framåt av det, som skulle göra de flesta människor efterblivna, eftersom de hela tiden skulle tänka på den där hemska grejen som har hänt dem." 
- "Sensation"

1969  sa Townshend: "'Sensation' är låten som Tommy sjunger när han har återfått sina sinnen. Låtens sound är som the Beach Boys; ögonblicket är gudomlighetens. Tommy dyrkar sig själv, han vet vad han är och talar sanningen."
- "Tommy's Holiday Camp"

Låten var tänkt som en kritik av den organiserade religionen (se ovan). 
- "We're Not Gonna Take It"

1969  sa Townshend att sången "skulle föreställa förvrängningen av det han säger". Tommy säger visserligen till lärjungarna att spela flipper och göra allt på hans sätt, men när han säger till dem att gå till sina egna maskiner, så är det som om de leds tillbaka till sitt eget liv och sätt som är inbyggda. Därefter tvingas han ge hårda moraliska bud (att sluta dricka och röka på till att börja med), men ingen vill veta av det.  
På 1990-talet  hävdade Townshend att "We're Not Gonna Take It" var en sång om protest i största allmänhet. 
- "Listening To You"

1995  anklagades Townshend för att ha lagt till ett lyckligt slut i Broadwayversionen; han svarade att slutet av Tommy egentligen alltid hade handlat om "att vara utblottad, att vara andligt tom, att vara oduglig", trots att publiken inte hade förnummit det. Han påstod att slutet i Broadway inte heller var lyckligt, utan tvärtom nyktert och realistiskt, då Tommy tvingades vara hemma tillsammans med sin hemska familj.